# Hoa hậu Chuyển giới Quốc tế
Hoa hậu Chuyển giới Quốc tế (tiếng Anh: Miss International Queen) là cuộc thi sắc đẹp lớn nhất hành tinh dành cho người chuyển giới nữ. Cuộc thi được công ty Tiffany's Show Pattaya Co, Ltd. (Thái Lan) tổ chức. Đây là công ty chuyên tổ chức các cuộc trình diễn ca nhạc, vũ công, múa thoát y dành cho người chuyển giới ở thành phố Pattaya. Thái Lan là đất nước nổi tiếng có nhiều người chuyển giới tham gia các hoạt động giải trí, do vậy việc tổ chức cuộc thi chính là một cách để công ty Tiffany quảng bá hình ảnh của mình.
Đương kim Hoa hậu Chuyển giới Quốc tế là Catalina Marsano đến từ Peru, đăng quang vào ngày 24 tháng 8 năm 2024, Á hậu 1 là Saruda Panyakham đến từ Thái Lan, Á hậu 2 là Nguyễn Tường San đến từ Việt Nam.

## Thông tin cuộc thi
Cuộc thi là thương hiệu đã đăng ký của một công ty Thái Lan - Tiffany's Show Pattaya Co, Ltd. Nó được tổ chức hàng năm tại Thành phố Pattaya, Thái Lan từ năm 2004.
Các thí sinh phải là nam chuyển giới thành nữ và trong độ tuổi từ 18 đến 35. Ngoài ra, người tham gia chỉ có thể đại diện cho quốc gia sinh của họ hoặc quốc gia được liệt kê trong hộ chiếu của họ và trước đó không được tham gia bất kỳ ấn phẩm nào. Các thí sinh đoạt giải hoặc Á quân trước đó không được phép tham gia lại. Các ứng viên không thuộc vị trí lặp lại được phép nộp lại thông tin đăng nhập và đơn đăng ký của họ.
Vòng chung kết yêu cầu tham gia hai tuần hoạt động: chụp ảnh, ăn trưa với quan chức thành phố, ăn tối với báo chí, thăm nhà tài trợ và tiếp cận cộng đồng, các điều kiện tương tự như đối thủ trong các cuộc thi sắc đẹp khác. Chương trình cuối cùng sẽ được phát sóng trên truyền hình Thái Lan cũng như phát trực tuyến trực tiếp.
Năm 2011, chiếc vương miện dành cho Miss International Queen Crown đã được thiết kế lại theo cảm hứng từ loài bướm và vương miện của Nữ thần Tự do. Vương miện không được tặng mà vẫn thuộc về Tổ chức Miss International Queen với giá trị ước tính là 10.000 đô la Mỹ. Người chiến thắng nhận được giải thưởng tiền mặt trị giá 450.000 baht Thái (khoảng 15.000 USD), nhiều quà tặng của nhà tài trợ, một căn hộ tại Woodlands Resort Pattaya trong thời gian đương nhiệm và những vật lưu niệm khác.
Do tình hình dịch Covid 19 - diễn ra phức tạp ở Thái Lan và cả thế giới, cuộc thi Hoa hậu Chuyển giới Quốc tế 2021 dời sang 12 tháng 3 năm 2022. Điều này không đồng nghĩa với việc phiên bản của năm 2021 sẽ đổi thành 2022. Chính vì thế, việc dự thi Quốc tế của đại diện Việt Nam tại Hoa hậu Chuyển giới Quốc tế 2021 & Hoa hậu Chuyển giới Quốc tế 2022 vẫn là Phùng Trương Trân Đài và Lương Mỹ Kỳ.

## Chỉ trích
Tuy có tên gọi khá ấn tượng là Hoa hậu Chuyển giới "Quốc tế", nhưng thực ra cuộc thi chỉ do 1 công ty Thái Lan tổ chức với quy mô hạn chế tại chính Thái Lan, chưa từng được các tổ chức quốc tế hoặc nước nào khác đăng cai tổ chức. Thí sinh từ mọi nước trên thế giới đều có thể đăng ký tham gia, nhưng do quy mô cuộc thi nhỏ, việc đăng cai tổ chức chỉ diễn ra tại Thái Lan nên ít người nước khác biết đến, do vậy mỗi lần tổ chức số lượng thí sinh tham dự chỉ dao động trong khoảng 20 - 30 thí sinh (ví dụ như năm 2019 chỉ có 20 thí sinh tham dự). Và cũng vì Thái Lan luôn là nước chủ nhà kiêm luôn công ty tổ chức, trưởng ban giám khảo cũng thường là người Thái Lan nên có nhiều chỉ trích về sự thiên vị trong cuộc thi. Tính đến 2018, Thái Lan là nước có nhiều người đăng quang nhất với 4 lần (và cả bốn thí sinh Thái Lan này đều là vũ công của công ty Tiffany - chính là nhà tổ chức cuộc thi), và lần thi nào Thái Lan cũng có thí sinh đứng trong Top 3 chung cuộc.
Cuộc thi được tổ chức cho người chuyển giới, nhưng ngoại hình của nhóm đối tượng này không phải là tự nhiên mà chủ yếu là do phẫu thuật thẩm mỹ tạo thành (bao gồm phẫu thuật hông, ngực và khuôn mặt). Do vậy, cuộc thi không có tính công bằng trong điều kiện đánh giá, bởi thí sinh nào càng phẫu thuật thẩm mỹ nhiều thì càng có thêm cơ hội chiến thắng.
Tính đến năm 2019, Thái Lan là nước đăng quang nhiều nhất với 4 lần, và cả bốn thí sinh Thái Lan này đều là vũ công của công ty Tiffany - chính là nhà tổ chức cuộc thi, và lần thi nào Thái Lan cũng có thí sinh đứng trong Top 3. Điều này đặt ra nghi vấn về sự thiên vị trong cuộc thi. Ngoài ra, nhà tổ chức là công ty Tiffany ở Pattaya, một công ty chuyên thuê người chuyển giới trình diễn trên sân khấu (có cả những show múa thoát y gợi dục), nên tính nghiêm túc của cuộc thi cũng bị nghi ngờ. Có nhiều thí sinh bị phát hiện là vũ công múa thoát y khiêu dâm nhưng vẫn không bị loại, thậm chí còn giành vương miện, cho thấy yếu tố đạo đức đã không được cuộc thi quan tâm. Nhiều người cho rằng cuộc thi thực chất chỉ là một show diễn để quảng cáo cho công ty Tiffany.
Hoa hậu Chuyển giới Quốc tế 2019 là Jazell Barbie Royale đến từ Hoa Kỳ bị phát hiện là vũ công chuyên múa thoát y ở các quán bar, hộp đêm. Những hình ảnh gần như khỏa thân đang múa khiêu dâm của Jazell đã được lan truyền trên mạng trước đêm chung kết, nhưng cuối cùng Jazell vẫn đoạt vương miện Điều này nhận phải nhiều chỉ trích từ khán giả và cho thấy tiêu chí đánh giá của cuộc thi là quá dễ dãi, bởi trong những cuộc thi hoa hậu khác, thí sinh chắc chắn sẽ bị loại khi trình diễn những hình ảnh phản cảm như vậy.

## Các lần tổ chức
| Năm  | Người chiến thắng                                              | Quốc gia                                                       | Nơi tổ chức                                                    | Số thí sinh                                                    |
| 2024 | Catalina Marsano                                               | Peru                                                           | Pattaya, Chonburi , Thái Lan                                   | 23                                                             |
| 2023 | Solange Dekker                                                 | Hà Lan                                                         | Pattaya, Chonburi , Thái Lan                                   | 22                                                             |
| 2022 | Fuschia Anne Ravena                                            | Philippines                                                    | Pattaya, Chonburi , Thái Lan                                   | 27                                                             |
| 2021 | Không tổ chức do Đại dịch COVID-19                             | Không tổ chức do Đại dịch COVID-19                             | Không tổ chức do Đại dịch COVID-19                             | Không tổ chức do Đại dịch COVID-19                             |
| 2020 | Valentina Fluchaire                                            | Mexico                                                         | Pattaya, Chonburi , Thái Lan                                   | 21                                                             |
| 2019 | Jazelle Barbie Royale                                          | Hoa Kỳ                                                         | Pattaya, Chonburi , Thái Lan                                   | 20                                                             |
| 2018 | Nguyễn Hương Giang                                             | Việt Nam                                                       | Pattaya, Chonburi , Thái Lan                                   | 28                                                             |
| 2017 | Không tổ chức do quốc tang Vua Bhumibol Adulyadej của Thái Lan | Không tổ chức do quốc tang Vua Bhumibol Adulyadej của Thái Lan | Không tổ chức do quốc tang Vua Bhumibol Adulyadej của Thái Lan | Không tổ chức do quốc tang Vua Bhumibol Adulyadej của Thái Lan |
| 2016 | Jiratchaya Sirimongkolnawin                                    | Thái Lan                                                       | Pattaya, Chonburi , Thái Lan                                   | 25                                                             |
| 2015 | Trixie Maristela                                               | Philippines                                                    | Pattaya, Chonburi , Thái Lan                                   | 26                                                             |
| 2014 | Isabella Santiago                                              | Venezuela                                                      | Pattaya, Chonburi , Thái Lan                                   | 20                                                             |
| 2013 | Marcela Ohio                                                   | Brazil                                                         | Pattaya, Chonburi , Thái Lan                                   | 25                                                             |
| 2012 | Kevin Balot                                                    | Philippines                                                    | Pattaya, Chonburi , Thái Lan                                   | 25                                                             |
| 2011 | Sirapassorn Atthayakorn                                        | Thái Lan                                                       | Pattaya, Chonburi , Thái Lan                                   | 20                                                             |
| 2010 | Mini Han                                                       | Hàn Quốc                                                       | Pattaya, Chonburi , Thái Lan                                   | 20                                                             |
| 2009 | Ai Haruna                                                      | Nhật Bản                                                       | Pattaya, Chonburi , Thái Lan                                   | 30                                                             |
| 2008 | Không được tổ chức do bất ổn kinh tế - chính trị tại Thái Lan  | Không được tổ chức do bất ổn kinh tế - chính trị tại Thái Lan  | Không được tổ chức do bất ổn kinh tế - chính trị tại Thái Lan  | Không được tổ chức do bất ổn kinh tế - chính trị tại Thái Lan  |
| 2007 | Tanyarat Jirapatpakon                                          | Thái Lan                                                       | Pattaya, Chonburi , Thái Lan                                   | 25                                                             |
| 2006 | Erica Andrews                                                  | Mexico                                                         | Pattaya, Chonburi , Thái Lan                                   | 26                                                             |
| 2005 | Mimi Marks                                                     | Hoa Kỳ                                                         | Pattaya, Chonburi , Thái Lan                                   | 25                                                             |
| 2004 | Treechada Petcharat Marnyaporn                                 | Thái Lan                                                       | Pattaya, Chonburi , Thái Lan                                   | 26                                                             |

## Một số hoa hậu

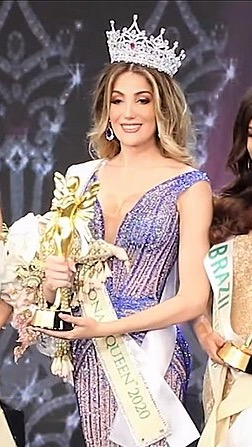
Hoa hậu Chuyển giới Quốc tế 2020 Valentina Fluchaire Mexico
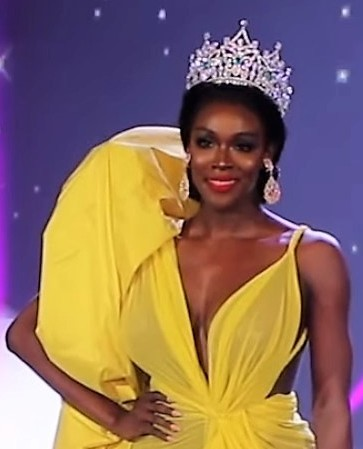
Hoa hậu Chuyển giới Quốc tế 2019 Jazelle Barbie Royale Hoa Kỳ
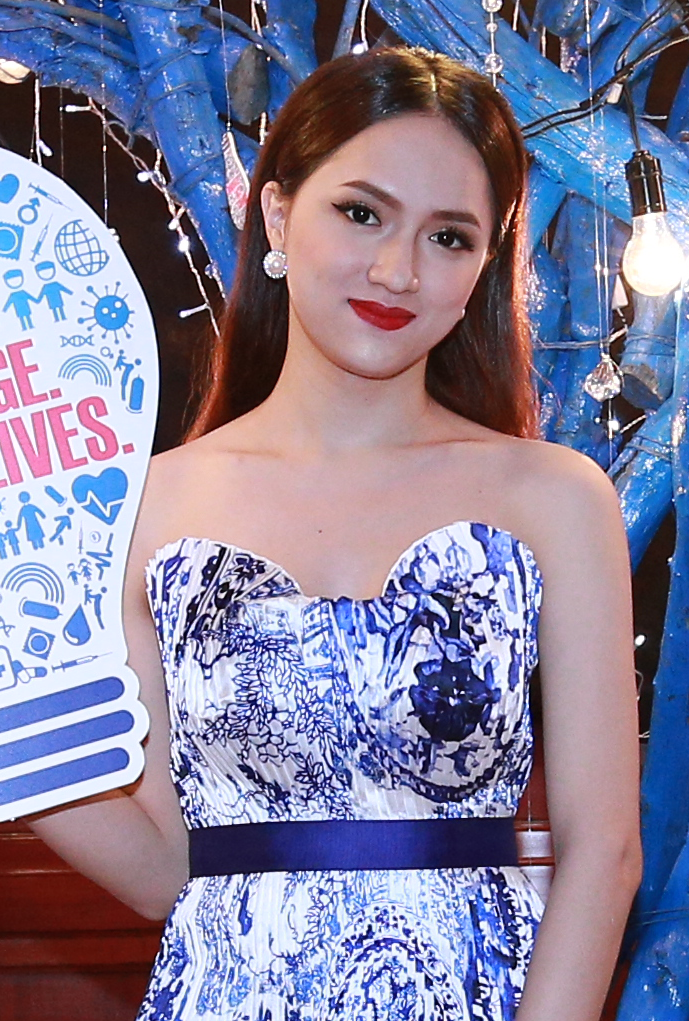
Hoa hậu Chuyển giới Quốc tế 2018 Nguyễn Hương Giang Việt Nam
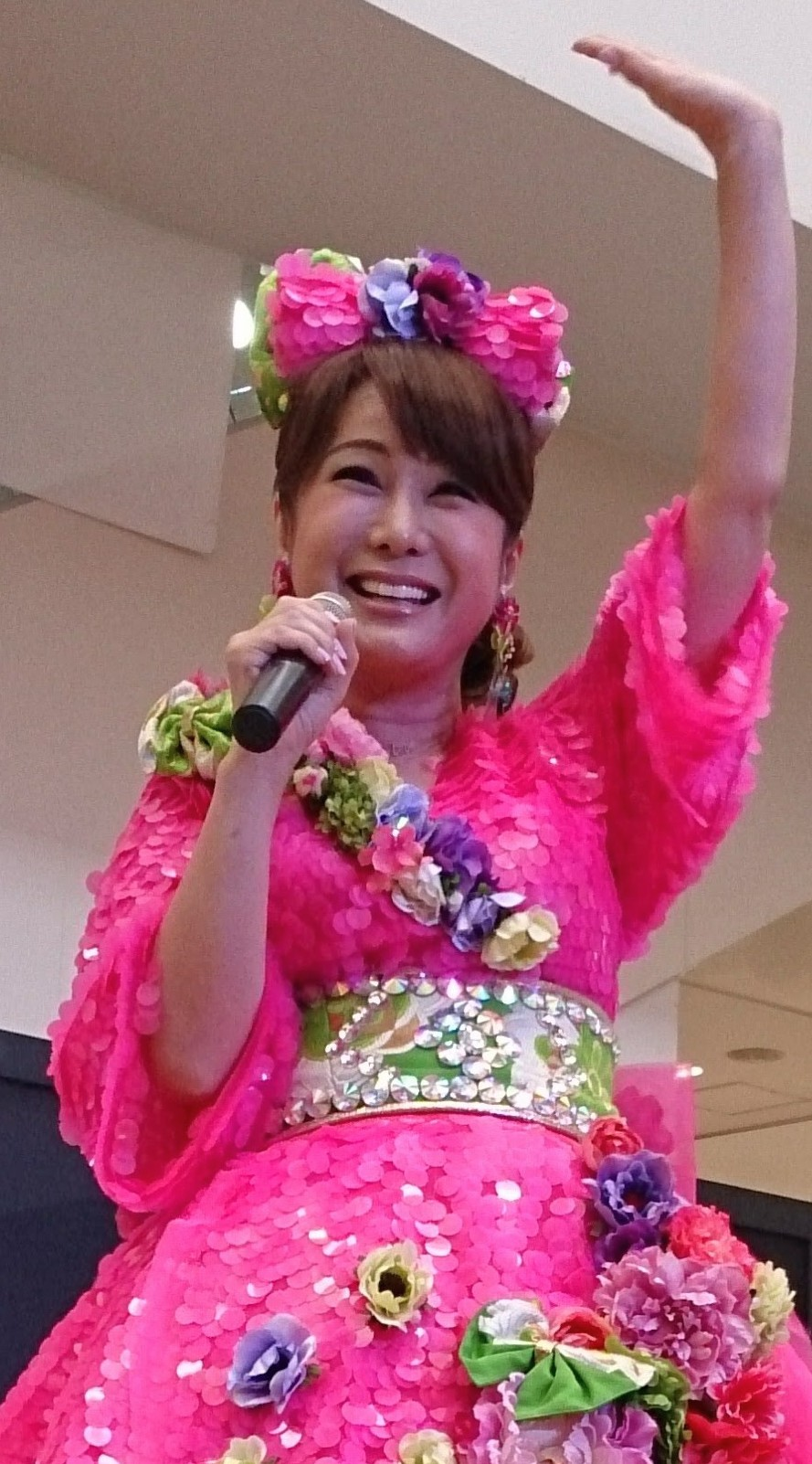
Hoa hậu Chuyển giới Quốc tế 2009 Ai Haruna Nhật Bản
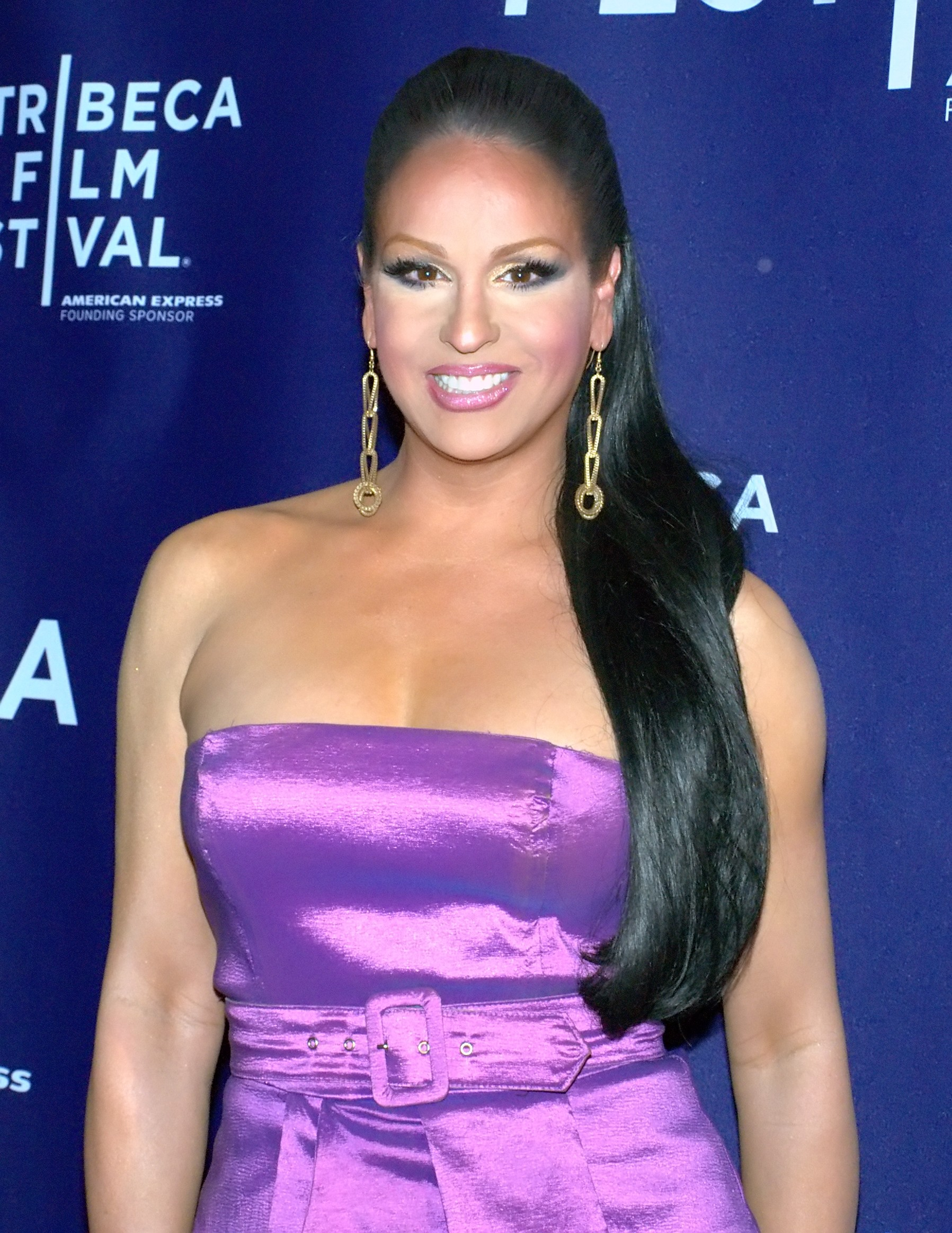
Hoa hậu Chuyển giới Quốc tế 2006 Erica Andrews† Mexico
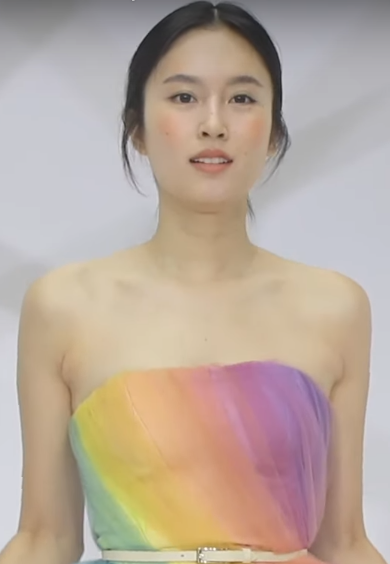
Hoa hậu Chuyển giới Quốc tế 2004 Treechada Petcharat Thái Lan

## Giải thưởng phụ
| Năm  | Trang phục dân tộc đẹp nhất         | Trang phục dạ hội đẹp nhất           | Hoa hậu Ảnh                         | Người đẹp Tài Năng               | Người đẹp Thân Thiện                | Video giới thiệu phổ biến nhất  | Người Đẹp Làn Da Hòan Hảo          | Người Phụ Nữ Hoàn Hảo | Trang phục áo tắm đẹp nhất     | Hoa hậu Thân thiện Châu Á              | Hoa Hậu Ripley được bình chọn Phổ Biến | Trình Diễn Bán Kết Tốt Nhất | Người đep Hình Thể Vàng |
| 2024 | - Việt Nam – Nguyễn Tường San       | - Thái Lan – Saruda Panyakham        | - Việt Nam – Nguyễn Tường San       | - Hoa Kỳ – Kataluna Enriquez     | - Thái Lan – Saruda Panyakham       | - Việt Nam – Nguyễn Tường San   | - Việt Nam – Nguyễn Tường San      | -                     | Giải không được tổ chức        |                                        | - Hoa Kỳ – Kataluna Enriquez | - Việt Nam – Nguyễn Tường San |                         |
| 2023 | - Việt Nam – Nguyễn Hà Dịu Thảo     | - Hoa Kỳ - Melony Munro              | - China - Mika                      | - Thái Lan – Arissara Kankla     | - Puerto Rico – Tianna Lee Rivera   | - Việt Nam – Nguyễn Hà Dịu Thảo | -                                  | -                     | -}}                            | -                                      | - Việt Nam – Nguyễn Hà Dịu Thảo | - | -                       |
| 2022 | Nhật Bản · Yushin                   | Thái Lan · Kwanlada Rungrojampa      | Campuchia · Sai Fhon                | Việt Nam · Phùng Trương Trân Đài | Lào · Minladar Engmany              | Ấn Độ · Namitha Marimuthu       | -                                  | -                     | -                              | -                                      | data-sort-value="" style="background: var(--background-color-interactive, #ececec); color: var(--color-base, inherit); vertical-align: middle; text-align: center; " class="table-na" \| -\|data-sort-value="" style="background: var(--background-color-interactive, #ececec); color: var(--color-base, inherit); vertical-align: middle; text-align: center; " class="table-na" \| - | |                         |
| 2020 | Malaysia · Wanie Mohtar             | México · Valentina Fluchaire         | Philippines · Jess Labares          | Pháp · Louïz                     | Indonesia · Gebby Vesta             | Việt Nam · Bùi Đình Hoài Sa     | -                                  | -                     | -                              | -                                      | - - Việt Nam – Bùi Đình Hoài Sa | |                         |
| 2019 | Nicaragua · Tiffany Colleman        | Brasil · Rafaela Manfrini            | Thái Lan · Kanwara Kaewjin          | Hoa Kỳ · Jazelle Barbie Royale   | Trung Quốc · Yaya                   | Việt Nam · Đỗ Nhật Hà           | -                                  | -                     | -                              | -                                      | - | data-sort-value="" style="background: var(--background-color-interactive, #ececec); color: var(--color-base, inherit); vertical-align: middle; text-align: center; " class="table-na" \| - |                         |
| 2018 | Indonesia · Dinda Syarif            | Venezuela · Michel Epalza Betancourt | Brasil · Isabelle Coimbra           | Việt Nam · Nguyen Huong Giang    | Honduras · Amelia Vega              | Việt Nam · Nguyễn Hương Giang   | -                                  | -                     | -                              | -                                      | - | data-sort-value="" style="background: var(--background-color-interactive, #ececec); color: var(--color-base, inherit); vertical-align: middle; text-align: center; " class="table-na" \| - |                         |
| 2016 | Lào · Wanmai Thammavong             | Brasil · Lavine Holanda              | Philippines · Stacy Biano           | Ý · Roberta Marten               | -                                   | Mexico · Giselle Valero         | -                                  | -                     | Malaysia · Star                | -                                      | - | data-sort-value="" style="background: var(--background-color-interactive, #ececec); color: var(--color-base, inherit); vertical-align: middle; text-align: center; " class="table-na" \| - |                         |
| 2015 | Úc · Sofiya Iya                     | Ý · Nicole Fontanell                 | Nhật Bản · Satsuki                  | Úc · Taliah                      | -                                   | -                               | -                                  | -                     | Peru · Dayana Valenzuela       | Philippines · Francine Garcia          | - | data-sort-value="" style="background: var(--background-color-interactive, #ececec); color: var(--color-base, inherit); vertical-align: middle; text-align: center; " class="table-na" \| - |                         |
| 2014 | Thái Lan · Nitsa Katrahong          | Venezuela · Isabella Santiago        | Thái Lan · Nitsa Katrahong          | Hoa Kỳ · Samira Sitara           | Cuba · Yuni Carey                   | -                               | -                                  | -                     | -                              | Lào · Piyada Inthavong                 | - | data-sort-value="" style="background: var(--background-color-interactive, #ececec); color: var(--color-base, inherit); vertical-align: middle; text-align: center; " class="table-na" \| - |                         |
| 2013 | Hàn Quốc · Arisa South              | Brasil · Marcela Ohio                | Thái Lan · Nethnapada Kanrayanon    | Malaysia · Nur Sajat             | Tây Ban Nha · Carolina Medina       | -                               | -                                  | -                     | -                              | Singapore · Anne Patricia Lee          | - | - | -                       |
| 2012 | Nhật Bản · Yuki Tachibana           | Hoa Kỳ · Sunny Dee Lite              | Philippines · Kevin Balot           | Nhật Bản · Tukishima Beni        | Venezuela · Noa Herrera             | -                               | Guam · Matrica Mae Centino         | -                     | -                              | Philippines · Stefania Cruz            | - | - | -                       |
| 2011 | Brasil · Yasmin Dream               | Nhật Bản · Karin Fujikawa            | Cuba · Yuni Carey                   | Trung Quốc · Lucky               | Hoa Kỳ · Mokha Montrese             | -                               | Thái Lan · Sirapassorn Atthayakorn | -                     | -                              | Philippines · Marianne Arguelles       | - | - | -                       |
| 2010 | Hàn Quốc · Mini                     | Thái Lan · Nalada Thamthanakorn      | Nhật Bản · Ami Takeuchi             | Colombia · Melania               | Pháp · Stella Rocha                 | -                               | Thụy Điển · Alexandra              | -                     | -                              | Bỉ · Barbie Gauthier                   | - | - | -                       |
| 2009 | Thái Lan · Kangsadal Wongdusadeekul | Hoa Kỳ · Sunny Dee-Lite              | Thái Lan · Kangsadal Wongdusadeekul | Nhật Bản · Ai Haruna             | Philippines · Godiva Marie Arcachie | -                               | -                                  | -                     | -                              | -                                      | - | - | -                       |
| 2007 | Nhật Bản · Beni Tsukishima          | Philippines · Chanel Madrigal        | Colombia · Melania Armenta          | Venezuela · Gresia Rivas         | Đức · Ireen Sue                     | -                               | -                                  | -                     | -                              | Philippines · Rain Marie Madrigal      | | - | -                       |
| 2006 | Hàn Quốc · Maria                    | Ấn Độ · Phylliscia Hsuan             | Philippines · Armela Esguera        | Hoa Kỳ · Domanigue Shappelle     | Philippines · Shaina Marie Barber   | -                               | -                                  | -                     | -                              | Philippines · Alexis Marinas Jaromillo | | - | -                       |
| 2005 | Hàn Quốc · Yu Ri                    | Hoa Kỳ · Mimi Marks                  | Philippines · Mary Jane Castro      | Hoa Kỳ · Tiffany Ross            | Indonesia · Olivia Lauren           | -                               | -                                  | -                     | -                              | -                                      | | - | -                       |
| 2004 | Hàn Quốc · Choi                     | Ấn Độ · Arisha Rani                  | Đài Loan · Angela                   | -                                | Đức · Ireen Sue                     | -                               | -                                  |                       | Thái Lan · Treechada Petcharat | -                                      | - | - | Giải không được tổ chức |

## Danh sách thí sinh
Ghi chú
- Nhiều thí sinh bỏ cuộc vẫn được liệt kê tại đây

Chú thích
- Hoa hậu
- Á hậu 1 / Á hậu 2
- Top 6
- Top 10 / Top 12

### 2015 - nay
| 2020                                 | 2019                                 | 2018                               | 2016                                   | 2015                                |
| Úc · Jan Brielle                     | Brasil · Rafaela Manfrini            | Argentina · Sofia Solohaga         | Brasil · Lavine Holanda                | México · Miranda Lambardo           |
| Brasil · Ariella Moura               | Canada · Julie Vu                    | Brasil · Isabelle Coimbra          | Myanmar · Htar Htar                    | Bỉ · Andrea Van Brugghe             |
| Trung Quốc · Lacey Wang Xin Lei      | Trung Quốc · Yaya                    | Trung Quốc · Ellie Cheng           | Đức · Naomi Yamaji                     | Philippines · Michelle Binas        |
| Pháp · Louiz                         | Ecuador · Mia Isabella Maquilón      | Colombia · Mia                     | Malaysia · Shazzyra Zahry              | Pháp · Brittanie                    |
| Ấn Độ · Nithu R.S.                   | Ấn Độ · Veena Sandre                 | Úc · Jacqueline Angliss Gillies    | Mông Cổ · Amina                        | Hoa Kỳ · Adriana Mallea             |
| Indonesia · Gebby Vesta              | Indonesia · Indah Cheryl             | Pháp · Livia                       | Vietnam · Bella                        | Nhật Bản · Riyo Mizuno              |
| Nhật Bản · Rio Takahashi             | Nhật Bản · Van                       | Honduras · Amelia Vega             | Colombia · Amethyst Dela Espriella     | Thái Lan · Sopida Siriwattananukoon |
| Lào · Aliya Sirisopha                | Hàn Quốc · Ssehi                     | Ấn Độ · Nitasha Biswas             | Thái Lan · Jiratchaya Sirimongkolnawin | Thổ Nhĩ Kỳ · Basak                  |
| Malaysia · Wanie Mohtar              | Lào · Kanrayany Phothimath           | Indonesia · Dinda Syarif           | México · Giselle Valero                | Úc · Sofiya Iya                     |
| México · Valentina Fluchaire         | Malaysia · Larra Jassinta            | Israel · Elian Nesiel              | Nhật Bản · Maika Kunisaki              | Lào · Inleusa                       |
| Myanmar · May                        | México · Grecia Culpo                | Ý · Marianna Melo                  | Ý · Roberta Marten                     | Nhật Bản · Satsuki                  |
| Na Uy · Eirin Grinde Tunheim         | Myanmar · Nann Mway Hnin             | Nhật Bản · Yuko                    | Indonesia · Lily Bakrie                | Ý · Nicole Fontanell                |
| Peru · Nataly Saavedra               | Nepal · Angel Lama                   | Lào · Longsy Sinakhone             | Myanmar · Shaung Than Zin              | Malaysia · Catherina Chandran       |
| Philippines · Jess Labares           | Nicaragua · Tiffany Colleman         | Malaysia · Suki Low                | Nepal · Aniee Lama                     | Philippines · Trixie Maristela      |
| Singapore · Andrea Razali            | Panama · Candy Pamela                | México · Anahi Christobal Altuzar  | Philippines · Sabel Gonzales           | Thổ Nhĩ Kỳ · Zuzi Narin             |
| Thụy Điển · Vicky Trần               | Peru · Adriana Jya                   | Mông Cổ · Solongo                  | Ấn Độ · Bishesh Huirem                 | México · Brenda Contreras           |
| Đài Loan · Loey                      | Philippines · Nicole Guevarra Flores | Myanmar · Juana Paing              | Brasil · Nathalie De Oliveira          | Myanmar · Nan Htet Htet Moon        |
| Thái Lan · Ruethaipreeya Nuanglee    | Thái Lan · Kanwara Kaewjin           | Nepal · Swastika Lama              | Philippines · Stacy Biano              | Lào · Ninlamon Phimpha              |
| Hoa Kỳ · Kayley Whalen               | Hoa Kỳ · Jazelle Barbie Royale       | Nicaragua · Barbie D’Ebano         | Venezuela · Andrea Collazo             | Brasil · Valesca Dominik Ferraz     |
| Việt Nam · Bùi Đình Hoài Sa          | Venezuela · Sofia Colmenarez         | Peru · Ghina Chacon                | Malaysia · Star                        | Úc · Taliah                         |
| Mông Cổ · Uyanga                     | Việt Nam · Đỗ Nhật Hà                | Philippines · Carla Marie Madrigal | Peru · Kayra                           | Philippines · Francine Garcia       |
|                                      |                                      | Sri Lanka · Noel Tokuhisa          | Nhật Bản · Yuma Suzuki                 | Nhật Bản · Sora Sakuragi            |
| Thái Lan · Rinrada Thurapan          | Hoa Kỳ · Camille Anderson            | Malaysia · Nur Hendra Ikram        |                                        |                                     |
| Thổ Nhĩ Kỳ · Nez Sayginer            | Lào · Savannakhet                    | Singapore · Priyanka Raichanel     |                                        |                                     |
| Anh Quốc · Francesca                 | Ai Cập · Laura Lawrence              | Mauritius · Anthea Diane           |                                        |                                     |
| Hoa Kỳ · Kataluna Enriquez           | Campuchia · Reelawadee               | Peru · Dayana Valenzuela           |                                        |                                     |
| Việt Nam · Nguyễn Hương Giang        | Tây Ban Nha · Mishella               |                                    |                                        |                                     |
| Venezuela · Michel Epalza Betancourt | México · Italia Navarrete            |                                    |                                        |                                     |
|                                      | Lào · Wanmai Thammavong              |                                    |                                        |                                     |

### 2004 - 2014
| 2014                                | 2013                                    | 2012                                           | 2011                               | 2010                                | 2009                                     | 2007                              | 2006                                   | 2005                              | 2004                            |
| Philippines · Kim Marie Villagalano | Myanmar · Tanya Maung                   | Singapore · Marla Vera                         | Brazil · Yasmin Dream              | Sweden · Alexandra                  | Trung Quốc · Maggie Gao                  | Thụy Sĩ · Bruna Gabral            | Hoa Kỳ · Asia Vitaie                   | Unknown                           | Nhật Bản · Miki Yoshikawa       |
| Brazil · Rafaela Manfrini           | Brazil · Roberta Holanda                | Nga · Veronika                                 | Nigeria · Sahara                   | Nhật Bản · Ami Takeuchi             | Hoa Kỳ · Sunny Dee-Lite                  | Thụy Sĩ · Camila Pryns            | Malaysia · Shasha Emmanuel             | Unknown                           | Nhật Bản · Fujiko Sakaki        |
| Vietnam · Angelina May Nguyen       | Australia · Sharleng Gonzalez           | Philippines · Kevin Balot                      | Philippines · Marianne Arguelles   | Nhật Bản · Shima Shyna              | Philippines · Jamby Lim Garcia           | Malaysia · Natasha Lim            | Philippines · Katrina Ileth Halili     | Unknown                           | Thailand · Treechada Petcharat  |
| Korea · Ribbon Park                 | Venezuela · Chanel                      | Hoa Kỳ · Ruby Bella Cruz                       | Sri Lanka · Chamila                | Bỉ · Barbie Gauthier                | United Kingdom · Asunta Mae              | Philippines · Rain Marie Madrigal | England · Leah True                    | Unknown                           | Korea · Eun Kyung               |
| Malaysia · Cicie Sinclair           | Philippines · Godiva Marie Archachia    | Venezuela · Noa Herrera                        | Thailand · Sirapassorn Atthayakorn | Philippines · Bembem Radaza         | Thailand · Kangsadal Wongdusadeekul      | Colombia · Melania Armenta        | Nhật Bản · Baby Christina Andaya       | Unknown                           | Nhật Bản · Tsukusa Yamazaki     |
| Brazil · Raika Ferraz               | Nhật Bản · Seri Fujinomiya              | Turkey · Deniz                                 | Trung Quốc · Lucky                 | Sri Lanka · Chamila                 | Singapore · Camillia Dzelma              | Philippines · Perla Quigaman      | Philippines · Donita Crown Linapacan   | Unknown                           | Nhật Bản · Tomo                 |
| Nhật Bản · Annabel Yu               | Tây Ban Nha · Carolina Medina           | Angola · Imanni Da Silva                       | Italy · Marry de Francy            | Singapore · Cheryl Isabelle         | Nhật Bản · Bemi Tukismshi                | Mexico · Sofia Montana            | Philippines · Armela Esguera           | Brazil · Andressa                 | Singapore · Sonia Slizstar      |
| Turkey · Yanki Bayramoglu           | Malaysia · Nur Sajat                    | Thailand · Panvilas Mongkol                    | Pháp · Herika Borges               | Philippines · Claire Harlow         | Malaysia · Roxaanne Fonseka              | Venezuela · Gresia Rivas          | India · Phylliscia Hsuan               | Unknown                           | Malaysia · Natasha Aziz         |
| Tây Ban Nha · Cristini Couto        | Thailand · Nethnapada Kanrayanon        | Philippines · Miriam Jimenez                   | Venezuela · Chanel                 | Philippines · Chelsea Marie         | Philippines · Anna Marie                 | Costa Rica · Ruby Bella Cruz      | Egypt · Darlene Illyana                | Hoa Kỳ · Victoria Rall            | Korea · Choi                    |
| Thailand · Nitsa Katrahong          | Australia · Victoria Martin             | Nicaragua · Berdien Lavyeska Diedrish Blandino | Nga · Varvara Strange              | France · Stella Rocha               | Nhật Bản · Ai Haruna                     | Philippines · Francine Garcia     | Philippines · Alexis Marinas Jaromillo | Philippines · Sean Pacifico       | Philippines · Apple Pie Mendoza |
| Chile · Daniela Manyoma             | Nhật Bản · Annabel Yu                   | Brazil · Jessika Simões                        | Colombia · Yania                   | Canada · Jenna Talackova            | Thailand · Sorrawee Nattee               | Nepal · Akanchya Moktan           | Hoa Kỳ · Domanigue Shappelle           | Unknown                           | Indonesia · Vena                |
| Myanmar · Myo Ko Ko San             | Indonesia · Angeline Hanum              | Nhật Bản · Tukishima Beni                      | Philippines · Hazel Andrada        | Nepal · Meghana Lama                | Nepal · Sandhya Lama                     | Nhật Bản · Ai Haruna              | Australia · Kathrya Cole               | Korea · Yu Ri                     | Đức · Ireen Sue                 |
| Nicaragua · Ithzelle Berdrinadxy    | Philippines · Andrea Justine Aliman     | Tây Ban Nha · Nikki Normanson Mascenon         | India · Malaika                    | Brazil · Michelly X                 | Philippines · Godiva Marie Arcachie      | Thailand · Tanyarat Jirapatpakon  | Philippines · Patricia Montecarlo      | Thailand · Tiptantree Rujiranon   | Indonesia · Chenny Han          |
| Mongolia · Solongo                  | South Africa · Anastasia South          | Guam · Matrica Mae Centino                     | Hoa Kỳ · Silkie O' Hara Munro      | Korea · Mini                        | Nhật Bản · Yuki Saejima                  | Nepal · Anjali Lama               | Nhật Bản · Hikaru Asakawa              | Hoa Kỳ · Tiffany Ross             | Taiwan · Cher                   |
| Nga · Veronica Svetlova             | Brazil · Marcela Ohio                   | Indonesia · Leha Angel Lelga                   | Nhật Bản · Karin Fujikawa          | Philippines · Miranda Diana Kerr    | Brazil · Daniela Margues                 | Nepal · Bhumika Shrestha          | Italy · Alessandea Da Costa            | Hoa Kỳ · Mimi Marks               | Indonesia · Megie               |
| Philippines · Maria Venus Gomez     | Venezuela · Nohemi Montilla             | Brazil · Bianca hotpink                        | Venezuela · Noa Herrera            | Thailand · Nalada Thamthanakorn     | Puerto Rico · Naysha Lopez               | Brazil · Aleika Barros            | Philippines · Joyce                    | Philippines · Donita Gauten       | India · Arisha Rani             |
| Venezuela · Isabella Santiago       | Malaysia · Patricia Asyeera Wong        | Nhật Bản · Yuki Tachibana                      | Lebanon · Margaret                 | Philippines · Nixie Salonga         | Hoa Kỳ · Stacey Jacobs                   | Philippines · Chanel Madrigal     | Colombia · Diana Mascaros              | Hoa Kỳ · Zsane' Braxton           | Pháp · Sylvie Iynn              |
| Laos · Piyada Inthavong             | Korea · Arisa South                     | Philippines · Michelle Montecarlo              | Đức · Alessandra Vargas            | Hoa Kỳ · Stasha Sanchez             | Philippines · Maria Selita Erica Fideroa | Nhật Bản · Shining Shyna          | Philippines · Shaina Marie Barber      | Philippines · Mika Lee Adriana    | Taiwan · Angela                 |
| Brazil · Mariah Fernanda            | Hoa Kỳ · Shantell D'Marco               | Mexico · Morgana                               | Philippines · Michelle Binas       | Hoa Kỳ · Sunny Dee Lite             |                                          | Philippines · Joana Castillanes   | Mexico · Erica Andrews                 | Malaysia · Sara Gomez             | Laos · Sendgao                  |
| Hoa Kỳ · Samira Sitara              | Nhật Bản · Akiho Nakagawa               | Romania · Tanja                                | Pháp · Estelle Roedrer             | Ecuador · Susi Villa                | Đức · Ireen Sue                          | Philippines · Kristina Madrigal   | Unknown                                | Hong Kong · Yan                   |                                 |
| Nhật Bản · Lilia Kisaragi           | Nhật Bản · Akiho Nakagawa               | Philippines · Stefania Cruz                    | Cuba · Yuni Carey                  | Colombia · Melania                  | United Kingdom · Melania Robles Lacson   | Thailand · Ratravee Jiraprapakul  | Unknown                                | Philippines · Michelle            |                                 |
| Cuba · Yuni Carey                   | Brazil · Veronica Haddad                | Hoa Kỳ · Sunny Dee Lite                        | Chile · Vanessa                    |                                     | Italy · Patricia Binotto                 | Indonesia · Syllvia               | Unknown                                | Philippines · Ma. Cristina Dandan |                                 |
|                                     | Philippines · Kristina Cassandra Ybarra | French Polynesia · Feleu Myroina               | Hoa Kỳ · Mokha Montrese            | Puerto Rico · Jazmine International | Korea · Maria                            | Unknown                           |                                        |                                   |                                 |
| India · Angela                      | Hoa Kỳ · Mokha Montrese                 |                                                | Nhật Bản · Beni Tsukishima         |                                     |                                          |                                   |                                        |                                   |                                 |
| Đức · Renata Ferreira               | Indonesia · Dewi Fortuna                |                                                |                                    |                                     |                                          |                                   |                                        |                                   |                                 |
| Singapore · Anne Patricia Lee       |                                         |                                                |                                    |                                     |                                          |                                   |                                        |                                   |                                 |

## Danh sách các quốc gia tại Hoa hậu Chuyển giới Quốc tế
| Quốc gia/Vùng lãnh thổ | Tham gia lần đầu | Số lần tham gia | Các năm tham gia                  | Danh hiệu quốc gia                                           | Số thành tích | Thành tích cao nhất | Thành tích đầu tiên                                                              | Thành tích cuối cùng                     |
| ---------------------- | ---------------- | --------------- | --------------------------------- | ------------------------------------------------------------ | ------------- | --- | -------------------------------------------------------------------------------- | ---------------------------------------- |
| Angola                 | 2012             | 1               | 2012                              |                                                              | 1             | Top 10 - Imanni De Silva (2012) | Top 10 - Imanni De Silva (2012)                                                  | Top 10 - Imanni De Silva (2012)          |
| Argentina              | 2018             | 1               | 2018                              |                                                              | 0             | |                                                                                  |                                          |
| Úc                     | 2006             | 5               | 2006 2013 2015 2018 2020–nay      | Hoa hậu Chuyển giới Úc                                       | 3             | Á hậu 1 - Jacqueline Gillies (2018) | Top 10 - Taliah (2015)                                                           | Top 6 - Jan Brielle (2020)               |
| Bỉ                     | 2015             | 2               | 2010 2015                         |                                                              | 0             | |                                                                                  |                                          |
| Brasil                 | 2005             | 14              | 2005 2007–nay                     | Hoa hậu Vẻ đẹp Chuyển giới Brasil Hoa hậu Chuyển giới Brasil | 13            | Chiến thắng - Marcela Ohio (2013) | Top 5 - Andressa (2005)                                                          | Top 12 - Jessi Lira (2024)               |
| Cabo Verde             | 2021             | 1               | 2021–nay                          | Hoa hậu Chuyển giới Cabo Verde                               | 0             | |                                                                                  |                                          |
| Campuchia              | 2017             | 2               | 2017 2021–nay                     | Hoa hậu Nữ hoàng Campuchia                                   | 1             | Top 11 - Sai Fhon (2022) | Top 11 - Sai Fhon (2022)                                                         | Top 11 - Sai Fhon (2022)                 |
| Canada                 | 2010             | 2               | 2010 2019                         |                                                              | 1             | Top 10 - Jenna Talackova (2010) | Top 10 - Jenna Talackova (2010)                                                  | Top 10 - Jenna Talackova (2010)          |
| Chile                  | 2011             | 2               | 2011 2014                         |                                                              | 1             | Top 10 - Vanessa Lopes (2011) | Top 10 - Vanessa Lopes (2011)                                                    | Top 10 - Vanessa Lopes (2011)            |
| Trung Quốc             | 2009             | 5               | 2009 2011 2018–nay                |                                                              | 3             | Á hậu 2 - Yaya (2019) | Á hậu 2 - Yaya (2019)                                                            | Top 11 - Mika (2023)                     |
| Colombia               | 2006             | 6               | 2006–2007 2010–2011 2017-nay      |                                                              | 5             | Á hậu 1 - Jasmine Jimenez (2022) | Top 10 - Melania Armenta (2007)                                                  | Top 6 - Juliana Rivera (2024)            |
| Costa Rica             | 2007             | 1               | 2007                              |                                                              | 0             | |                                                                                  |                                          |
| Cuba                   | 2011             | 2               | 2011 2014                         |                                                              | 2             | Top 10 - Yuni Carey (2011) | Top 10 - Yuni Carey (2011)                                                       | Top 10 - Yuni Carey (2014)               |
| Cộng hòa Dominica      | 2021             | 1               | 2021–nay                          |                                                              | 0             | |                                                                                  |                                          |
| Ecuador                | 2010             | 2               | 2010 2019                         |                                                              | 1             | Top 12 - Mia Isabella Maquilón (2019) | Top 12 - Mia Isabella Maquilón (2019)                                            | Top 12 - Mia Isabella Maquilón (2019)    |
| Ai Cập                 | 2006             | 2               | 2006 2017                         |                                                              | 0             | |                                                                                  |                                          |
| Pháp                   | 2004             | 6               | 2004 2010–2011 2015 2018 2020–nay |                                                              | 4             | Á hậu 2 - Aela Chanel (2022) | Top 10 - Stella Rocha (2010)                                                     | Á hậu 2 - Aela Chanel (2022)             |
| Polynesia thuộc Pháp   | 2012             | 1               | 2012                              |                                                              | 0             | |                                                                                  |                                          |
| Đức                    | 2004             | 5               | 2004–2005 2007 2011 2017          |                                                              | 0             | |                                                                                  |                                          |
| Guam                   | 2012             | 1               | 2012                              |                                                              | 1             | Top 10 - Matrica Mae Centino (2012) | Top 10 - Matrica Mae Centino (2012)                                              | Top 10 - Matrica Mae Centino (2012)      |
| Honduras               | 2018             | 1               | 2018                              |                                                              | 1             | Top 12 - Amelia Vega (2018) | Top 12 - Amelia Vega (2018)                                                      | Top 12 - Amelia Vega (2018)              |
| Hong Kong              | 2004             | 1               | 2004                              |                                                              | 0             | |                                                                                  |                                          |
| Ấn Độ                  | 2004             | 6               | 2004 2011 2013 2017–nay           | Hoa hậu Nữ hoàng Chuyển giới Ấn Độ                           | 3             | Á hậu 1 - Arisha Rani (2004) | Á hậu 1 - Arisha Rani (2004)                                                     | Top 11 - Namitha Marimuthu (2022)        |
| Indonesia              | 2004             | 6               | 2004–2006 2012–2013 2018–nay      | Hoa hậu Nữ hoàng Indonesia                                   | 0             | |                                                                                  |                                          |
| Israel                 | 2018             | 1               | 2018                              |                                                              | 0             | |                                                                                  |                                          |
| Ý                      | 2006             | 6               | 2006–2007 2011 2015 2017–2018     |                                                              | 1             | Top 6 - Marianna Melo (2018) | Top 6 - Marianna Melo (2018)                                                     | Top 6 - Marianna Melo (2018)             |
| Nhật Bản               | 2004             | 15              | 2004–nay                          | Hoa hậu Chuyển giới Nhật Bản                                 | 11            | Chiến thắng - Ai Haruna (2009) | Top 10 - Tomo (2004)                                                             | Top 12 - Tsuchiya Rin (2024)             |
| Hàn Quốc               | 2004             | 6               | 2004–2006 2010 2014 2019-nay      | Hoa hậu Chuyển giới Hàn Quốc                                 | 5             | Chiến thắng - Mini Han (2010) | Top 10 - Eun Kyung (2004)                                                        | Top 11 - Jin (2022)                      |
| Lào                    | 2004             | 6               | 2004–2005 2014 2017–nay           | Hoa hậu Nữ hoàng Lào                                         | 6             | Á hậu 2 - Piyada Inthavong (2014) | Á hậu 2 - Piyada Ithavong (2014)                                                 | Top 12 - Namwan Napatsarakarn (2024)     |
| Li Băng                | 2011             | 1               | 2011                              |                                                              | 1             | Á hậu 2 - Margaret Keyan (2011) | Á hậu 2 - Margaret Keyan (2011)                                                  | Á hậu 2 - Margaret Keyan (2011)          |
| Malaysia               | 2004             | 12              | 2004–2009 2013–nay                | Hoa hậu Chuyển giới Malaysia                                 | 7             | Top 6 - Larra Jassinta (2019) | Top 10 - Natasha Aziz (2004)                                                     | Top 12 - Wanie Mohtar (2020)             |
| Mauritius              | 2015             | 1               | 2015                              |                                                              | 0             | |                                                                                  |                                          |
| México                 | 2006             | 7               | 2006–2007 2015–nay                | Hoa hậu Chuyển giới Quốc gia México                          | 7             | Chiến thắng - Erica Andrews (2006) - Valentina Fluchaire (2020)                                                                               | Chiến thắng - Erica Andrews (2006)                                               | Top 12 - Romi Amador (2024)              |
| Mông Cổ                | 2014             | 2               | 2014 2018                         |                                                              | 1             | Top 12 - Solongo (2018) | Top 12 - Solongo (2018)                                                          | Top 12 - Solongo (2018)                  |
| Myanmar                | 2013             | 7               | 2013–nay                          | Hoa hậu Chuyển giới Quốc tế Myanmar                          | 0             | |                                                                                  |                                          |
| Nepal                  | 2007             | 6               | 2007–2010 2017–2019               | Hoa hậu Pink Nepal                                           | 0             | |                                                                                  |                                          |
| Nicaragua              | 2014             | 3               | 2014 2018–2019 2021–nay           | Hoa hậu Chuyển giới Nicaragua                                | 0             | |                                                                                  |                                          |
| Nigeria                | 2011             | 1               | 2011                              |                                                              | 1             | Á hậu 1 - Miss Sahhara (2011) | Á hậu 1 - Miss Sahhara (2011)                                                    | Á hậu 1 - Miss Sahhara (2011)            |
| Na Uy                  | 2020             | 1               | 2020–nay                          |                                                              | 1             | Top 12 - Eirin Grinde Tunheim (2020) | Top 12 - Eirin Grinde Tunheim (2020)                                             | Top 12 - Eirin Grinde Tunheim (2020)     |
| Panama                 | 2019             | 1               | 2019                              |                                                              | 0             | |                                                                                  |                                          |
| Peru                   | 2015             | 5               | 2015–nay                          | Hoa hậu Chuyển giới Peru                                     | 3             | Chiến thắng - Catalina Marsano (2024) | Top 12 - Adriana Jya (2019)                                                      | Chiến thắng - Catalina Marsano (2024)    |
| Philippines            | 2004             | 15              | 2004–nay                          | Hoa hậu Đồng tính Philippines Hoa hậu Đồng tính Manila       | 17            | Chiến thắng - Kevin Balot (2012) - Trixie Maristela (2015) - Fuschia Anne Ravena (2022)                                                       | Á hậu 2 - Ma Cristina Dandan (2004) - Michelle (2004) - Apple Pie Mendoza (2004) | Top 6 - Sophia Nicole Arkanghell (2024)  |
| Puerto Rico            | 2007             | 1               | 2007 2021–nay                     |                                                              | 2             | Top 10 - Jazmine International (2007) | Top 10 - Jazmine International (2007)                                            | Top 12 - Daniela Victoria Arroyo (2024)  |
| Romania                | 2012             | 1               | 2012                              |                                                              | 0             | |                                                                                  |                                          |
| Nga                    | 2011             | 3               | 2011–2012 2014                    |                                                              | 0             | |                                                                                  |                                          |
| Singapore              | 2004             | 7               | 2004 2009–2010 2015 2020–nay      | Hoa hậu Chuyển giới Singapore                                | 2             | Á hậu 1 - Qatrisha Zairyah Kamsir (2023) | Top 10 - Sonia Slizstar (2004)                                                   | Á hậu 1 - Qatrisha Zairyah Kamsir (2023) |
| Nam Phi                | 2013             | 1               | 2013                              |                                                              | 1             | Top 10 - Anastasia South (2013) | Top 10 - Anastasia South (2013)                                                  | Top 10 - Anastasia South (2013)          |
| Tây Ban Nha            | 2012             | 4               | 2012–2014 2017-nay                |                                                              | 2             | Top 10 - Cristini Couto (2014) | Top 10 - Cristini Couto (2014)                                                   | Top 11 - Victoria Fernandes (2023)       |
| Sri Lanka              | 2010             | 3               | 2010–2011 2018                    |                                                              | 1             | Top 12 - Noel Tokuhisa (2018) | Top 12 - Noel Tokuhisa (2018)                                                    | Top 12 - Noel Tokuhisa (2018)            |
| Thụy Điển              | 2010             | 2               | 2010 2020                         |                                                              | 1             | Top 10 - Anastasia Bryngelsson (2010) | Top 10 - Anastasia Bryngelsson (2010)                                            | Top 10 - Anastasia Bryngelsson (2010)    |
| Thụy Sĩ                | 2007             | 1               | 2007                              |                                                              | 1             | Top 10 - Bruna Gabral (2007) | Top 10 - Bruna Gabral (2007)                                                     | Top 10 - Bruna Gabral (2007)             |
| Đài Loan               | 2004             | 2               | 2004 2020–nay                     |                                                              | 1             | Top 12 - Loey Wang (2020) | Top 12 - Loey Wang (2020)                                                        | Top 12 - Loey Wang (2020)                |
| Thái Lan               | 2004             | 15              | 2004–nay                          | Hoa hậu Hoàn vũ Tiffany                                      | 17            | Chiến thắng - Treechada Petcharat (2004) - Tanyarat Jirapatpakon (2007) - Sirapassorn Atthayakorn (2011) - Jiratchaya Sirimongkolnawin (2016) | Chiến thắng - Treechada Petcharat (2004)                                         | Á hậu 1 - Saruda Panyakham (2024)        |
| Thổ Nhĩ Kì             | 2012             | 3               | 2012 2014–2015 2017               | Hoa hậu Chuyển giới Güzellik Yarişmasi                       | 2             | Top 10 - Yanki Bayramoglu (2014) | Top 10 - Yanki Bayramoglu (2014)                                                 | Top 10 - Basak Buldaq (2015)             |
| Hoa Kỳ                 | 2005             | 12              | 2005–2006 2009–nay                | Hoa hậu Chuyển giới Lục địa Hoa Kỳ                           | 10            | Chiến thắng - Mimi Marks (2005) - Jazelle Barbie Royale (2019)                                                                                | Chiến thắng - Mimi Marks (2005)                                                  | Top 6 - Kataluna Enriquez (2024)         |
| Anh Quốc               | 2006             | 3               | 2006–2009 2018                    | Hoa hậu Chuyển giới Quốc tế Anh Quốc                         | 1             | Top 10 - Asunta Mae (2009) | Top 10 - Asunta Mae (2009)                                                       | Top 10 - Asunta Mae (2009)               |
| Venezuela              | 2007             | 7               | 2007 2011–2014 2017–2024          | Hoa hậu Đồng tính Venezuela                                  | 7             | Chiến thắng - Isabella Santiago (2014) | Top 10 - Noa Herrera (2011)                                                      | Top 12 - Shana Zabala (2024)             |
| Việt Nam               | 2014             | 4               | 2014 2018–nay                     | Hoa hậu Chuyển giới Việt Nam                                 | 6             | Chiến thắng - Nguyễn Hương Giang (2018) | Chiến thắng - Nguyễn Hương Giang (2018)                                          | Á hậu 2 - Nguyễn Tường San (2024)        |

### Thành tích của các nước tại Hoa hậu Chuyển giới Quốc tế
| Quốc gia/Lãnh thổ | Số lần | Năm                    |
| ----------------- | ------ | ---------------------- |
| Thái Lan          | 4      | 2004, 2007, 2011, 2016 |
| Philippines       | 3      | 2012, 2015, 2022       |
| México            | 2      | 2006, 2020             |
| Hoa Kỳ            | 2      | 2005, 2019             |
| Peru              | 1      | 2024                   |
| Hà Lan            | 1      | 2023                   |
| Venezuela         | 1      | 2014                   |
| Việt Nam          | 1      | 2018                   |
| Brazil            | 1      | 2013                   |
| Hàn Quốc          | 1      | 2010                   |
| Nhật Bản          | 1      | 2009                   |

## Top 10 quốc gia có thành tích tốt nhất
| Hạng | Quốc gia/Vùng lãnh thổ | Tham dự | Số lần chiến thắng |
| ---- | ---------------------- | ------- | ------------------ |
| 1.   | Thái Lan               | 17      | 4                  |
| 2.   | Philippines            | 17      | 3                  |
| 3.   | Brazil                 | 13      | 1                  |
| 4.   | Nhật Bản               | 11      | 1                  |
| 5.   | Hoa Kỳ                 | 10      | 2                  |
| 6.   | Việt Nam               | 8       | 2                  |
| 7.   | Malaysia               | 7       | 0                  |
| 8.   | Hàn Quốc               | 8       | 1                  |
| 8.   | Lào                    | 5       | 0                  |
| 9.   | Mexico                 | 4       | 2                  |
| 9.   | Venezuela              | 6       | 1                  |
| 10.  | Mexico                 | 4       | 2                  |
| 11.  | Úc                     | 2       | 0                  |
| 12.  | Trung Quốc             | 2       | 0                  |
| 13.  | Cuba                   | 2       | 0                  |
| 14.  | Pháp                   | 3       | 0                  |
| 15.  | Ấn Độ                  | 3       | 0                  |
| 16.  | Thổ Nhĩ Kỳ             | 2       | 0                  |